# Joaquim Marques Lisboa
Joaquim Marques Lisboa, El Marqués de Tamandaré (Río Grande (?), 13 de diciembre de 1807 — Río de Janeiro, 20 de marzo de 1897), fue un militar de la Armada Imperial brasileña que llegó al puesto de Almirante. Toda su vida fue dedicada a la Marina de Brasil, incluso como miembro vitalicio del Consejo Militar y de Justicia, después Supremo Tribunal Militar, desde su creación hasta 1891. Es el Patrono de la Marina de Guerra de Brasil y el día de su nacimiento fue instituido como el Día del Marinero en 1925. En la guerra de la Independencia de Brasil, la "Guerra de Cisplatino" (según la historiografía argentina y uruguaya la "Guerra con Brasil"), de la Confederación de Ecuador y de la represión a las revueltas ocurridas durante el Período Regencial (la Cabanaje, la Sabinada, la Farroupilha, la Balaiada y la Praieira). En el plano externo, participó en la Guerra del Plata, en la Guerra del Paraguay, y comandó las fuerzas navales en operaciones en la Batalla del Paso de la Patria, a la Batalla de Curuzú y a la Batalla de Curupaití.

## Biografía
Joaquim Marques Lisboa era hijo del portugués Francisco Marques Lisboa (nacido en el pueblo de Famalicão en 1767) y Eufrasia Joaquina de Azevedo Lima (nacida en Viamão, Rio Grande do Sul). Era el décimo hijo de la numerosa descendencia de la pareja, y uno de sus hermanos Henrique Marques de Oliveira Lisboa, en el rango de teniente coronel, combatió a los farroupilhas en Laguna.
Su padre Francisco Marques Lisboa, tenía propiedades en la ciudad de São Pedro do Rio Grande y en el antiguo pueblo de São José do Norte, separados por un canal que conecta la Laguna de los Patos con el Océano Atlántico. 
Sin la existencia cabal de un certificado de nacimiento, se asume que nació en Rio Grande pues, en diciembre de 1883.
A los cinco años de edad fué enviado a Río de Janeiro, donde permaneció al cuidado de su hermana, María Eufrasia, y su marido, José Antonio Lisboa, hasta la finalización de su educación primaria. A los 13 años, con sus padres, Joaquim regresa a la tierra natal, en el mismo barco en que vino a la Corte. En 1821, en uno de los veleros del padre y ahora solo, regresa a la Corte, para proseguir sus estudios. En 1822, después de mucha insistencia junto a su padre el 22 de noviembre, Francisco requiere para su hijo el honor de servir como voluntario en el equipo se prepara para luchar contra las fuerzas portuguesas en Bahía. El joven Joaquim inició su carrera en la incipiente Marina como Voluntario de la Armada Imperial, aún en formación, a bordo de la Fragata Niterói bajo el mando de John Taylor, en cuyo mástil ondeaba el pabellón del Almirante Cochrane.
Su hermano, José Marques Lisboa, funcionario del Ministerio de Asuntos Exteriores y el fiscal Joaquim Marques Lisboa, envió Cochrane, una petición solicitando Deign atestiguar el momento en que el voluntario Marques Lisboa sirvió bajo sus órdenes y septiembre siguiente, presentó una a petición del Director de la Academia Imperial de la Marina, solicitando certificado del tiempo en que el mismo frecuentó los estudios académicos de esta Corte, su conducta y su aprovechamiento. Con estos dos certificados, José Marques Lisboa se dirigió al emperador una aplicación, presentando también al comandante Taylor, en el que la historización de la oficina de la fe de voluntarios Marques Lisboa, llama a su ascenso a Segunda Comisión teniente puesto. De este modo 2 de diciembre de 1825, Joaquim Marques Lisboa fue ascendido a Teniente Segunda Comisión. La necesidad de oficiales brasileños habilitados para guarnecer a los buques de la Escuadra que se hallaban en aguas de Montevideo, le daría la oportunidad de, a 26 de enero de 1826, ser efectuado en el puesto de Segundo Teniente del cuadro efectivo de los oficiales de la Armada.
Se casó con una sobrina y compañera de infancia y casi de su edad, María Eufrásia. El matrimonio se produjo en la Iglesia de Nuestra Señora de la Gloria el 19 de febrero de 1839 en Río de Janeiro. Después de la Batalla del Riachuelo, el número de excombatientes inválidos llegados a la capital fue tomando proporciones alarmantes, surgiendo así una necesidad de crear un asilo donde mejor pudieran ser tratados. Y fue su esposa, Viscondessa de Tamandaré que, a pesar de la situación que atravesaba el país, se acordó de organizar subastas de regalos obtenidos de las familias de sus relaciones.
Tamandaré, origen de su título, que era una pequeña ciudad y una importante ayuda del puerto en la costa de Pernambuco, donde su hermano mayor, Manoel Marques Lisboa, en 1824, había tomado las armas para la Confederación de lo contrario ecuador de este imperio y que, tras repeler una invasión imperial en la región el 8 de junio de 1824, vendría a fallecer en el segundo intento de tomar el local, siendo, sin embargo, esta más exitosa pues la victoria fue conquistada. Durante una visita del emperador D. Pedro II, 35 años después, la costa de Pernambuco, Joaquim Marques Lisboa le pidió que hacer una parada y para trasladar los restos de su hermano Manuel, a la parcela familiar en Río de Janeiro. D. Pedro concuerda y sensibilizado por el gesto, le confiere al año siguiente el honor de Barón. Después de divergencias sobre el nombre, D. Pedro II, al recordar lo ocurrido en Tamandaré, le dio el título de Barón de Tamandaré, en memoria de su hermano, y del lugar que fuera para él muy importante, convirtiéndose en un punto de partida referencia para la amistad de estas dos figuras históricas.
A lo largo de su vida, el territorio pasó de Colonia a Portugal, el Reino Unido de Portugal y el Algarve, el Imperio y en 1889, la República. Se formó un país y Tamandaré fue parte importante de una generación de marineros, guerreros y estadistas a quienes se debe la preservación de la mayor herencia de los brasileños: un país, rico en recursos naturales, patria de una nación unida por una cultura y un idioma .

## Campañas
En 1825, durante la llamada en Brasil Guerra de la Cisplatina (1825-1828) - en que las Provincias Unidas del Río de la Plata pretendían anexar la Provincia Cisplatina, entonces perteneciente al Imperio de Brasil. Tamandaré, como teniente, fue capturado con otros brasileños, en la batalla de Carmen de Patagones, arrebató al enemigo el barco de guerra que los llevaba prisioneros, asumiendo su mando a los 18 años de edad, el bergantín republicano Ana, llevándolo a Montevideo.
Participó en la Guerra del Plata, en 1851, en el paso del Tonelero.

## Carrera
Su carrera, usada como ejemplo hasta los días actuales, es un excelente material de estudio para comprender mejor el Brasil del siglo XIX.
A lo largo de toda su vida militar innumerables hechos bordean lo mítico, sin embargo muchos autores resaltan, además de sus hechos heroicos, que a pesar de su cercanía con el Emperador D. Pedro II nunca ha cumplido cargos políticos, lo que era común la época, actuando de forma exclusiva en el campo militar, hecho curioso pues luchó por el Estado Imperial en todas las intervenciones militares internas y externas. Su despertar para la vida en el mar se dio después de un viaje solo a Río de Janeiro a bordo de un barco de la Compañía de su padre, donde desempeñó el papel de piloto ayudando al capitán en los oficios del mar. En la época la política hervía en un caldero, lo que dio oportunidad al joven muchacho de alistarse como voluntario e iniciar su jornada en la Armada Nacional que lo llevó hasta el más alto puesto de la jerarquía naval. cambios políticos comenzaron en el Reino de Brasil, con el retorno del rey Juan VI de Portugal, dejando a su hijo, el Príncipe Regente D. Pedro, en suelo brasileño para gobernar en nombre de la corona. Sin embargo, molestado por las decisiones tomadas por las Cortes de Lisboa, Pedro decide desobedecer a ellos, lo que contribuye a la separación política, con la proclamación de la Independencia de Brasil, convirtiéndose en la corona como su constitucional y Defensor Perpetuo emperador, con el título D. Pedro I. Como voluntario, a bordo de Niterói, tomó parte en varios combates navales en el litoral de la entonces provincia de Bahía, donde tuvo su bautismo de fuego el 4 de mayo de 1823, cuando la Escuadra brasileña chocó con velas enemigo. Días después persiguió a la que huyen portugués, encadenando 17 naves enemigas y llevando la bandera imperial a cerca de la desembocadura del Tajo a bordo de la fragata Niterói.
Al regresar a la importante misión que se le encomendó la fragata Niterói, Marques Lisboa fue inscrito en de marzo de 1824, en la Academia Marina Imperial. Sin embargo, los acontecimientos internos requerir la presencia de la Escuadra en diferentes puntos del país, con la finalidad de imponer la autoridad del Gobierno Central. En el caso de las guerras de independencia, algunos navíos siguieron a Pernambuco, para desbaratar la revolución encabezada por Manoel de Carvalho Padres de Andrade, que tenía como objetivo reunir a las varias Provincias del Nordeste a proclamar la República y constituir la Confederación de Ecuador. Tan pronto como se enteró de que en breve una División Naval continuaría hacia el Norte con el fin de suprimir los brotes revolucionarios que se manifiestan en varias provincias de esa región del país, Marques Lisboa pidió al Almirante Cochrane su tarjeta de embarque uno de los barcos que hacen que dicha división. A pesar del rechazo de Francisco Vilela Barbosa, entonces Ministro de la Marina, Cochrane no se dejó caer y llevó tal solicitud directamente al Emperador, a quien se le planteó presentar al joven Joaquim. argumentos bastante consistentes, el emperador no tuvieron más remedio que ceder y 07.30.1824, una resolución de Imperial alcanzado Academia, nombrando voluntaria Joaquim Marques Lisboa para embarcar a bordo del buque insignia de la flota, la Nau Pedro I. los rebeldes fueron silenciados, la flota continuó en la región apagando otros posibles focos de revolución. Joaquim desempeñó con esmero todas las misiones que le fueron encomendadas.
A partir de 1825, ya en la Campaña Cisplatino, el joven Joaquim estaba embarcado en la Cañones Leal Paulistana bajo el mando del Primer Teniente Antonio Carlos Ferreira. La guerra tuvo inicio para Tamandaré el 8 de febrero de 1826, en lo que se conoció como el Combate de Corales. Más tarde, en el mismo año regresó a la Fragata Niterói, bajo el mando de James Norton, y se destacó de tal forma a lo largo de los combates que siguieron que, a 31 de julio de 1826, fue designado para comandar la Escuna Constanza, figurando en su carrera naval, como su primer comando. Vale la pena resaltar que poseía apenas 18 años en la fecha de la designación. Después de una malada embestida por tierra la Villa de Carmem de Pantagones, en el intento de controlar la entrada del Río Negro, volvió la lucha en el Estuario del Plata, embarcado en la Fragata Príncipe Imperial, Capitanía de la División Naval encargada del servicio de tren de 18 buques mercantes. Se cayó prisionero junto a 93 hombres. Sin embargo el enemigo argentino no contaba con el mando y astucia del joven oficial que combinado con su inmediato de la Constanza, planeó y ejecutó la toma del mando del barco-prisión, el Brigue Anna. La escolta que los acompañaba no percibió que la tripulación había caído para los brasileños hasta que en maniobra osada hizo vela y navegar, en fuga, hacia Montevideo. 

En el día 12 de octubre de 1827 y con veinte años de edad, se asistió al mando de la Escuna Bella María, con ella trabando intenso combate de artillería con un barco argentino y venciendo, demostró su espíritu humanitario con el fin enemigo, lo que le valió el reconocimiento de los vencidos (1828). Después del final de la guerra aún pasó otros 2 años en aguas del Río de la Plata, siendo en 1831, mandado de vuelta a Río de Janeiro.
Desde la abdicación del Emperador D. Pedro I, en 1831, se dedicó a combatir los focos revueltos por todo el país, yendo de norte a sur. En 1831, combate en el noreste, en Pernambuco, Pará, Recife y Ceará. Fue nombrado para comandar el Brigue Cacique en 1834, el cual comandó durante toda su actuación en la Revuelta de Farroupilha. En 1840 ya era Capitán de Fragata y, en 1847, Capitán de Mar y Guerra. En 1848 recibió en Gran Bretaña la Fragata D. Afonso, primer buque mixto -la vela y vapor- de gran porte de la Armada brasileña. A pesar de tener a bordo el príncipe de Joinville, Francisco Fernando de Orléans, los Duques de Aumale y el Jefe de la Escuadra Almirante John Pascoe Grenfell, se lanzó al rescate del buque británico, Ocean Monarch, que cargaba a inmigrantes de Liverpool a Boston, se incendió cerca del puerto, rescatando a 156 personas. El 6 de marzo de 1850, al regresar de Pernambuco, donde acababa de combatir la Revolta Praieira, a bordo de la primera embarcación brasileña mixta de vapor y vela socorría a Nau Vasco da Gama que tras una fuerte tempestad en la región de Río de Janeiro perdió su mástil lo que la dejó al sabor de la tempestad. Debido a las complicaciones del momento Joaquim Marques Lisboa no aborda la Nau inmediata, pero podría pasar la noche cerca, esperando una oportunidad para rescatar la embarcación, lo que podría con la primera luz del día siguiente.
En 1852, fue promovido al puesto de Jefe de División, correspondiente a Comodoro en otra marina y en 1854, la jefa de Escuadra, correspondiente actualmente a Contra Almirante.
En 1857, durante una estancia en Europa para acompañar el tratamiento de salud de su esposa, fue incumbido por el Gobierno Imperial de fiscalizar la construcción de dos cañones en Francia y de otras ocho en Gran Bretaña. Eran buques de propulsión mixta vela-vapor, que significaban una actualización necesaria para que la Marina brasileña continuara defendiendo cabalmente los intereses del país. Estos barcos actuaron en la Guerra del Uruguay y en la Guerra del Paraguay.
En 1866, por razones de salud y políticas, pidió su alejamiento del cargo, siendo sustituido por el Almirante Joaquim José Ignacio, más tarde Visconde de Inhaúma.
En la proclamación de la República del Brasil, el 15 de noviembre de 1889, el Marqués de Tamandaré permaneció fiel a Pedro II de Brasil, quedándose cerca de una hora a solas con el Emperador, pidiéndole permiso para la Armada Imperial debelar el " golpe de Estado, lo que le fue negado. A los 82 años de edad, y el último de los grandes militares monarquistas del pasado todavía vivo (Duque de Caxias, Marqués del Herval, Almirante Barroso, Mariscal Polidoro y todos los demás ya habían fallecido), se rehusó a aceptar el fin de la Monarquía y permaneció esperanzado de la posibilidad de un contragolpe. Permaneció al lado de la familia imperial hasta su embarque definitivo en el barco Alagoas para el exilio.
Fue reformado en 1890, de acuerdo con decreto del 30 de diciembre de 1889, por haber alcanzado la edad límite, siendo nombrado Ministro del Supremo Tribunal Militar en 1893.

## Nobleza, Medallas y otros premios
- En el caso de Barón con grandeza (14/03/1860), Visconde con grandeza (18/02/1865), Conde (13/12/1887) y Marqués de Tamandaré (16 / 05/1888), siendo el primer oficial de la Armada en ganar un título de nobleza. D. Pedro II eligió el nombre en honor a la playa de Pernambuco Tamandaré donde fue pasando al futuro Almirante, que pidió el favor del emperador para recoger los restos de su hermano Manuel Marques Lisboa, enterrado en esa localidad.
- Por Aviso Ministerial de 1957, se aprobó el escudo o escudo de armas del Marqués de Tamandaré.
- 1841 - Oficial de la Imperial Orden del Crucero; por servicios prestados en Maranhão, durante la revolución de los Cabanos.
- 1846 - Oficial de la Imperial Orden de la Rosa; en su Decreto de fecha 14/11/1846, el emperador no explica el motivo por el premio, sólo dice "querer adjudicación y honrar Capitán-de-Fragata Joaquim Marques Lisboa, Hei por así llamarlo Oficial citada Orden."
- 1849 - Dignidad de la Imperial Orden del Crucero; por servicios prestados en defensa del orden público en Pernambuco, durante la Revolución Prairaira.
- 1849 - Comendador de la Orden Militar de la Torre y Espada; conferido por D. Maria II, como testimonio de su reconocimiento por los servicios prestados durante el rescate del barco portugués Vasco da Gama, frente a Barra do Rio de Janeiro.
- Comendador de la Imperial Orden del Crucero; Tamandaré dispensaba el mayor cariño a esta Comenda, por el hecho de haber pertenecido a D. Pedro II. Durante una recepción en Uruguaiana, don Pedro II recibió en audiencia especial al embajador británico Thornton, para tratar del restablecimiento de las relaciones entre Brasil e el Reino Unido, interrumpidas desde la cuestión Christie. En el caso de que se trate de una mujer,
- 1859 - Comendador de la Imperial Orden de la Rosa; por servicios prestados con ocasión de la epidemia de cólera morbus que acomete diferentes Provincias del Imperio, en los años 1855 y 1856.
- Gran Cruz de la Orden de Francisco José de Austria; concedida graciosamente por el referido Emperador, fue autorizada a usarla el 26/11/1860.
- 1861 - Comendador de la Orden de San Benito de Aviz; en recompensa a sus 35 años de buenos servicios prestados al país.
- 1865 - Caballero de la Imperial Orden de la Rosa; por los relevantes servicios prestados al país, durante la Campaña del Estado Oriental del Uruguay.
- 1867 - Gran Cruz efectiva de la Imperial Orden de la Rosa; en atención a los buenos servicios prestados en la Fuerza Naval en Operaciones de Guerra contra el Gobierno de Paraguay.
- 1868 - Gran Cruz de la Orden de San Benito de Aviz, en recompensa a sus 45 años de buenos servicios prestados al país.
- Collar de la Imperial Orden de la Rosa; en atención a los relevantes servicios que prestó al país en las guerras contra Uruguay y el Gobierno del Paraguay.
- Medalla de oro en conmemoración de la toma de la ciudad de Paissandu, con la ayuda de las fuerzas navales bajo su mando.
- Medalla de oro en conmemoración de la rendición de Uruguaiana, a la que contribuyó eficazmente con su Flotilla fluvial.
- Medalla del Mérito Militar, de bronce con pasador de plata, ostentando el número 3, concedida a todos los oficiales que obtuvieron premios por actos de bravura en la Campaña del Paraguay.
- Medalla General de la Campaña de Paraguay, de oro, con el feto de la Cruz de Malta, como reconocimiento a los servicios prestados a la Patria en la Campaña del Paraguay, trayendo en el pasante el número de años pasados en la campaña, contando nueve meses por un año.
- Medalla conmemorativa de la guerra contra el Gobierno del Paraguay, conferida por la República Argentina a todos los miembros de la Armada y de los Ejércitos Aliados.
- Medalla conmemorativa de la guerra contra el Gobierno del Paraguay, conferida por la República Oriental del Uruguay a todos los miembros de la Armada y de los Ejércitos Aliados, que tomaron parte efectiva en la referida Campaña. (Medalla conferida post mortem)
- Medalla Oval de la Guerra de la Independencia; en las ceremonias de gala, le daba especial importancia, poniéndola siempre en mayor evidencia, pendiente de su cuello, ostentando su orgullo de haber contribuido, a bordo de Niterói, a la libertad de Brasil.
- Medalla de oro, con lazo de brillantes; ofrecida por las señoras montevideanas.
- Medalla de oro; ofrecida por la Liverpool Shipwreck Human Society, con dedicación, en homenaje al rescate de los pasajeros y tripulantes del Vapor Ocean Monarch.
- Medalla de oro; ofrecida por el Lord Mayor de Liverpool, con dedicación, en homenaje al rescate de los pasajeros y tripulantes del Vapor Ocean Monarch.
- Cronómetro de oro; ofrecido por el Gobierno británico, que consiste en lo siguiente dedicatoria: "Regalo del Gobierno británico para el comandante Joaquim Marques Lisboa, fragata Afonso la Armada Imperial de Brasil en testimonio de su admiración por el valor y la manifestación humanitaria para ayudar a muchos temas de incendios barco "Ocean Monarch, agosto de 1848."
- Espada de oro, cincelada, con dedicatoria; ofrecido por la colonia portuguesa de Río de Janeiro, después del rescate Nau Vasco da Gama.

## Buques de guerra
A lo largo del tiempo la Marina de Brasil, en homenaje a su patrono, nombró varios buques con el nombre de Tamandaré. Siendo ellos:
- Acorazado Tamandaré: Construido en el Arsenal de Marina de la Corte e incorporado a la Armada Imperial en 1865. Fue el primer buque acorazado construido en Brasil. Desempeñó un papel importante operando en el Río Paraguay, en la Guerra de la Triple Alianza.
- Cruzador Protegido Almirante Tamandaré: Barco de propulsión mixta, construido en el Arsenal de Marina de Río de Janeiro, bajo plano del Ingeniero Naval João Cândido Brasil. Fue incorporado a la Armada en 1891, con baja del servicio en 1915. Fue el mayor buque de guerra hasta hoy construido en Brasil, con desplazamiento de 4500 toneladas.
- Cruzador Ligero Tamandaré: Construido en los Estados Unidos de América en 1938, participó en la Segunda Guerra Mundial, incorporado a la Marina de ese país con el nombre de Saint Louis. Traslado a la Marina de Brasil con base en la Ley de Asistencia Mutua (norteamericana), fue incorporado a la Armada en 1951, y tuvo baja del servicio activo en 1976.

## Memoria del Mundo de la UNESCO
El Archivo de la Marina, posee en su acervo, una Colección catalogada de aproximadamente 1500 documentos de su correspondencia, denominada "Archivo Tamandaré", que consiste en un fondo de 1492 documentos, divididos en 17 libros, siendo una rica fuente de material histórico sobre el Patrono de la Marina de Brasil. El principio de la colección fue en 1949, cuando la Marina anunció la compra por el entonces Ministerio de la Marina, con el Leon Victor Louis Robichez, viuda Luisa Marques Lisboa Robichez, nieta del Marqués de Tamandaré, documentos y objetos; incluyendo 153 oficinas del ministro de la Guerra del Paraguay de la Marina, la playa de Jequitinhonha, promociones y citas diplomas Joaquim Marques Lisboa entre muchos otros documentos de valor incalculable a la Armada y de la historia de Brasil. Estos documentos, muy importantes para la historiografía brasileña, fueron presentados en 2010, la Mesa Directiva del Comité de la Memoria del Mundo de la UNESCO y, por él, nominado como "Memoria del Mundo-Brasil", pasando entonces, a formar parte de un Registro del Patrimonio Documental, similar al existente para lugares considerados como de valor universal, incluidos en la lista del Patrimonio Mundial de la Humanidad, de la UNESCO.